# Лер Камсар
Лер Камсар (Арам Товмаси, Тер-Товмагян) (24 октября 1888 г., Ван, Турция — 22 ноября 1965 г., Ереван, Армянская ССР, СССР) — армянский писатель, сатирик. Член Союза писателей СССР с 1934 года.

## Биография
Родился 24 октября 1888года, в Западной Армении, городе Ван, в семье священнослужителя. Начальное образование получил в местной американской школе. В 1909 году, окончив Эчмиадзинскую Академию Геворгяна, вернулся в Ван, где работал сначала актёром, а затем учителем армянского языка в школе Святого Хача в Ахтамаре, после чего в Ване в частном колледже Ерамяна։
Первая сатирическая брошюра «География Камсаряна» была опубликована в 1910 году в газете Вана Ашхатанк, которая в ту же секунду сделала его знаменитым. В 1915 году он принимал участие в боях самообороны Ван-Айгестана.
Мигрировав в Ереван, он начал сотрудничать со всеми газетами. В 1921-1935 годы был сотрудником сатирического отдела журнала "Советская Армения". В 1935-1955 годы был заключён в тюрьму сначала в Ереване, а затем сослан в Воркуту и Басаргечар, ныне Варденис. В 1955 году вернулся в Ереван по амнистии.
Умер 22 января 1965 года в городе Ереван.
Несмотря на то, что часть произведений осталась на пути переселения, архив был дважды конфискован и уничтожен дважды ЧК, а наводнение 1946 нанесло большой ущерб, тем не менее он оставил огромное наследие, большая часть которого не опубликована.
Псевдоним писателя имеет интересное происхождение. Передавая свои первые работы в редакцию, они спросили, под чьим именем должны быть опубликованы работы. Уже выходя из комнаты, не придавая большого значения этому вопросу, он обернулся и ответил: "Напишите Лер (гора по-армянски) ... или Сар (гора по-армянски)".
Выступал также под псевдонимами Карапет Кайен и Ара Масян.
В газете Вана «Ашхатанк» сначала представился именем Камсар։ Один из знаменитостей Вана добавляет Лер к Камсару, чтобы подчеркнуть нерушимую сущность нового сатирика.

## Опубликованные произведения
- Недействительные мертвецы, Ереван, Петрат, 1924, 48 стр., п. 1.500
- Национальный букварь, Ереван, Петрат, 1926, 166 стр., п. 5000
- Ускользающие слёзы, Ереван, Петрат, 1934, 205 стр., п. 5.000
- Национальный букварь, Бейрут, 1954, 80 стр.
- Грабар Люди, Ереван, Айпетрат, 1959, 318 стр., п. 10.000
- Человек в домашней одежде, Ереван, «Айастан», 1965, 331 стр., п. 10.000
- Однотомник, Ереван, "Советский писатель", 1980, 524 стр, п. 10.000։
- Улыбка, номер 5 (В книжке произведения Лера Камсара "Врачи" и "Любовь и семья"), Бейрут, Издательство "Ширак", 1980, 64 стр.
- Диалоги, Ереван, "Советский писатель", 1988, 544 стр. п. 30.000։
- Опубликованные и неопубликованные страницы, Бейрут, Издательство "Ширак", 1994, 190 стр.
- Красные дни, Ереван, «Наири», 2000, 469 стр., п. 1.000։
- Жестокие коммунисты, Ереван, "Зангак", 2001, 100 стр, п. 500։
- Дневник выжившего. 1925-1935 (оригинальное название: «Дневник советского гражданина»), Ереван, «Лусабатский книжный магазин», 2008, 294 стр., п. 1000
- Игровой и позорный мир, Ереван, "Армения", 2008, 287 стр., п. 500
- Сахара социализма, Ереван, «Издательский дом АВП», 2009, 284 стр., п. 500
- Тюремный дневник, Ереван, «Амарас», 2010, 270 страниц, п. 1000
- Пьесы, Ереван, «Эдит Принт», 2013, 706 стр., п. 500
- Таяние, Ереван, «Эдит Принт», 2013, 347 стр., п. 1000
- Խաղք ու խայտառակ աշխարհ, «Յավրուհրատ», 2013, 497 էջ, էլ. գիրք
- Կարմիր օրեր, «Յավրուհրատ», 2015, 470 էջ, էլ. գիրք
- Непрожитые дни, Ереван, Принтинфо, 2016, 734 стр., п․ 500
- Одиночка, Երևան, «Эдит Принт», 2018, 455 стр., п․ 500
- Детский сад для престарелых, «Эдит Принт», 2018 г., 703 стр., п․ 500

## Литературное наследие
В доме Лера Камсара хранятся
- Опубликованные в книгах и неизданные многочисленные фейлеты (1935, 1951, 1955, 1956, 1960, 1961, 1962, 1964, 1965).
- Многочисленные статьи, неизданные.
- Дневник советского гражданина в 1925-35 гг. Опубликовано в 2008 году издательством "Лусабатс" под названием "Дневник чудом спасшегося от смерти".
- Дневник Бантиса в 1936 году, Ереван, «Амарас», 2010.
- Советские дни 1945-1946. неизданный.
- Советские дни 1947 года, неизданный.
- Советские дни 1948 года, неизданный.
- Дневник советского гражданина 1949 года неизданный.
- непрожитый дни, Красная Улыбка 1950, неизданный.
- Красная улыбка 1951, неизданный.
- Красные дни 1952 года, неизданный.
- Красные дни 1953-1958. Большинство из них были изданы издательством «Наири» в 2000 году под тем же названием.
- Красные дни в 1959 году. Издано в издательстве «Зангак» в 2009 году под названием «Сахара социализма».
- Красные дни 1960-1965, неизданный.
- Фельетоны 1963-1965,неизданный.
- Письма из тюрьмы и изгнания, неизданный.
- Воспоминания жены Искухи о детях неизданный.
- Письма любовницы Каринэ к Искухи, неизданный.

Театральные՝
- Съезд животных в 1917 г.
- Невинность 1922.
- Пленарное заседание, написанное по памяти, оригинал был конфискован ЧК. 1926
- История чисто человеческого очищения в 1931 году. 27 октября
- К гегемонии пролетарской литературы, 1926.
- Суровые коммунисты, две версии, 1927.
- Кооперация 1927.
- Апостол Павел в Коринфе. 1926
- Короткая дорога к социализму, 1926.
- Театральные анекдоты, 1926 неизданны.
- Что такое кооперация?, 1926.
- Россия Бухарина, Октябрьская революция, Невежество Корча, 1926.
- День рождения Завена , неиздано.
- Партизанские поэты в 1953 году.
- Подозрительный муж.
- Покушение на старого автора, 1957 г.
- Дитя души, драма, несколько версий.
- Второе рождение Христа, 1949.
- Приключения маленького Мукуча, неизданы 1950.

## Выступления
Были поставлены «Подозрительный муж», «Жертва» («Дитя души») 1921–1923 годы в Тебризе, Ереване и Ленинакане. Режиссер Ованес Зарифян. "Мы" (сборник брошюр) в 1993 году в Ереване. Режиссер Ерванд Казанчян. «Суровые коммунисты» в 2011 году в Ереване. Режиссер Мовсес Степанян.